# Laiyang
Laiyang léase Lái-Yang (en chino:莱阳市, pinyin:Láiyáng shì) es un municipio bajo la administración directa de la ciudad-prefectura de Yantai. Se ubica al oeste de la provincia de Shandong, este de la República Popular China. Su área es de 1731 km² y su población total para 2010 fue de +800 mil habitantes.

## Administración
El municipio de Laiyang se divide en 18 pueblos que se administran en 4  subdistritos y 14 poblados.